# 菜鳥 (台灣電影)
《菜鳥》（英語：Maverick），原片名為《無聲》、《在擁抱的瞬間》是一部於2015年上映的台灣電影。由宥勝、簡嫚書、莊凱勛、歐陽靖領銜主演。台灣於2015年11月13日上映。本片獲選為2015年台北電影節開幕片。
是一部由高雄市政府以《高雄人》出品，描述新進警察遭遇臺中市警察與臺中市議長同流合污的故事，全片多數於臺中市取景。

## 劇情簡介
小葉是剛進第八分局的菜鳥警察，帶著熱忱與理想，處事生嫩的他，第一次出任務就遇到必須對“議長的兒子”－藥頭 黑猴 睜一隻眼閉一隻眼的狀況，這使他感到憤怒與困惑，加上對傳奇學長－明哥，如今已經變成一個墮落不管事的老油條感到失望不已，菜鳥的一開始，過得並不順遂。另一方面，明哥其實也有著說不出的苦衷，待在警局多年，當年的熱情已被內部骯髒、官僚的行事風格消磨殆盡，眼見新來的菜鳥因固執不願投入這些老警察口中的“現實社會”而讓自己一步一步陷入危險之中，明哥的態度，從一開始看不順眼，到後來漸漸有了改變，面對眼前的黑暗現實與接踵而來的危機，為了追求正義，他們都被迫踩上了道德的界線。

## 演員陣容
| 演員姓名 | 角色名稱 | 介紹                     |
| 宥勝     | 葉明賢   | 新進警員，本身為高雄人。 |
| 簡嫚書   | 安安     |                          |
| 莊凱勛   | 楊明正   |                          |
| 歐陽靖   | 慧敏     |                          |

### 其他演員
| 演員姓名 | 角色名稱   | 介紹                                                 |
| 洪都拉斯 | 第八分局長 |                                                      |
| 楊烈     | 議長       | 臺中市議會議長。原形為前屏東縣議長鄭太吉。           |
| 游安順   | 警員阿東   |                                                      |
| 柯仁堅   | 王水清     |                                                      |
| 黃鐙輝   | 黑猴       | 議長兒子，是一個無惡不作的毒品危害累犯，以販毒維生。 |
| 藍葦華   | 警員大林   |                                                      |
| 吳昆達   | 警員春雄   |                                                      |

### 客串演出
| 演員姓名 | 角色名稱   | 介紹 |
| 楊大正   | 賭場圍事   |      |
| 鄭宜農   | 卡拉OK歌手 |      |

## 電影歌曲
| 曲別   | 歌名         | 演唱者     | 作詞     | 作曲     |
| 主題曲 | 十字路口     | 楊大正     | 楊大正   | 楊大正   |
| 插曲   | 不再是少年   | 猛虎巧克力 | 鄭宜農   | 鄭宜農   |
| 插曲   | 午夜香吻     | 鄭宜農     | 上官流雲 | 上官流雲 |
| 插曲   | 菜鳥         | 楊大正     | 楊大正   | 楊大正   |
| 片尾曲 | 在擁抱的瞬間 | 鄭宜農     | 鄭宜農   | 鄭宜農   |

## 工作人員
- 製作人：葉振興
- 導演：鄭文堂
- 編劇：鄭文堂
- 製作公司：醉夢俠電影有限公司、華文創股份有限公司
- 出品公司：映娛樂國際股份有限公司

## 拍攝場景
臺中市
- 臺中市第七期市地重劃區
- 臺中市警察局第六分局
- 臺中市政府臺灣大道市政大樓
- 臺中市議會議政大樓
- 臺中國家1號院
- 泰安車站（高架橋下）
- 臺中忠孝夜市
- 臺中福華飯店
- 臺中南天宮關帝廟
- 臺中霧峰農工
- 臺中豐原高商
- 豐原派出所
- 豐原車站
- 豐原源豐路鴛鴦橋福德祠

此外，臺中市政府也給予該片400萬元輔導金及拍攝支援。
高雄市
- 高雄車站
- 高雄捷運美麗島站
- 高雄展覽館

## 獎項

### 第52屆金馬獎
| 年份 | 獲提名 | 獎項       | 結果 |
| ---- | ------ | ---------- | ---- |
| 2015 | 簡嫚書 | 最佳女配角 | 提名 |

### 2016年台北電影節
| 年份 | 獲提名 | 獎項       | 結果 |
| ---- | ------ | ---------- | ---- |
| 2016 | 簡嫚書 | 最佳女配角 | 獲獎 |
| 2016 | 莊凱勛 | 最佳男配角 | 獲獎 |

## 外部連結
- 開眼電影網上《菜鳥》的資料（繁體中文）
- 互联网电影数据库（IMDb）上《菜鳥》的资料（英文）
- 菜鳥 Maverick的Facebook專頁